# Philipp Christian von Normann-Ehrenfels

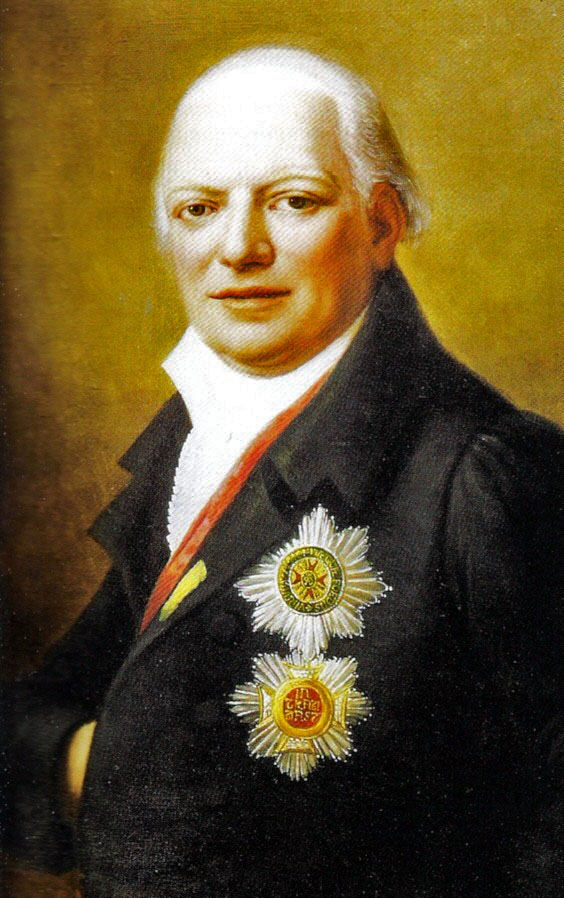
Graf Philipp Christian von Normann-Ehrenfels auf einem Gemälde von Philipp Friedrich von Hetsch um 1812

Philipp Christian Friedrich Freiherr von Normann, seit 1. Januar 1806 Graf von Normann-Ehrenfels (* 25. Oktober 1756 in Stresow, Pommern, bei Greifswald; † 26. Mai 1817 in Tübingen) war ein deutscher Jurist. Er war Staatsminister des Königreichs Württemberg.

## Leben
Philipp Christian von Normann entstammte dem alten Rittergeschlecht von Normann von der Insel Rügen. Normann besuchte von 1768 bis 1776 die Hohe Karlsschule, welche er mit höchster Auszeichnung abschloss. Er heiratete 1782 Franziska von Harling (1766–1819). Sie „gebar 15 Kinder, von denen sechs Söhne und drei Töchter das Erwachsenenalter erreichten“, darunter die beiden württembergischen Landtagsabgeordneten Karl August Friedrich Graf von Normann-Ehrenfels (1783–1824) und Friedrich Graf von Normann-Ehrenfels (1787–1834). Der Sohn Karl Friedrich Leberecht Graf von Normann-Ehrenfels (1784–1822) wechselte während der Völkerschlacht bei Leipzig im Jahr 1813 mit seiner Brigade die Fronten und trat zur Koalition gegen Frankreich über. Obwohl Württemberg kurz danach selbst ins Lager der Alliierten überwechselte, fiel er beim König in Ungnade. Die gegen seinen Sohn verhängten Strafmaßnahmen trafen den loyalen Minister i. R. hart, zumal er auch sofort für dessen Schulden in Höhe von 4000 Gulden einstehen musste. 
Karl Friedrich Lebrecht starb als Freiwilliger an der Spitze eines Philhellenen-Bataillons im griechischen Freiheitskampf.

## Werdegang
Im Jahre 1778 wurde Normann Regierungsrat am Hof des Herzogs Carl Eugen, 1782 Hofrichter sowie Lehrer an der Hohen Karlsschule und 1791 Hofgerichtspräsident. Laut Ina Ulrike Paul erfolgte danach eine Steigerung seiner Bedeutung: "Seit 1792 mit zunehmend wichtigeren außenpolitischen Missionen betraut, profilierte sich der herausragende Jurist in Paris, Wien und Regensburg als fähiger Diplomat". 1796 ging er als Gesandter des Schwäbischen Reichskreises zunächst nach Paris. In den Verhandlungen mit der französischen Regierung konnte er eine Verringerung der Kriegslasten erreichen. 1799 organisierte Normann mit großem Geschick die Volksbewaffnung in Württemberg. Im Jahre 1800 wurde Normann Geheimer Rat und Vizepräsident der württembergischen Regierung sowie 1802 Staatsminister des Herzogs Friedrich II. für die neu erworbenen Gebiete, nachdem er im Jahr zuvor mit Frankreich die entscheidenden Gespräche über die Entschädigung des Hauses Württemberg für dessen Verlust seiner linksrheinischen Besitztümer geführt hatte. In den folgenden Jahren war Normann als Chef der Oberlandesregierung in Ellwangen mit dem Aufbau der Staatsverwaltung in den neuwürttembergischen Gebieten betraut. 1803 wurde er mit dem Gut Ehrenfels belehnt, welches lange Zeit den Äbten des Klosters Zwiefalten als Sommerresidenz gedient hatte, jedoch nach der Säkularisation im Jahr 1802 in den Besitz von Kurfürst Friedrich übergegangen war.
An der Friedrichshöhle, auch Wimsener Höhle genannt, die zum Besitz des Gutes Ehrenfels gehört, ließ er eine Inschrift für Friedrich anbringen. Die lateinische Inschrift lautet: „Grata tuum praesens numen mea nympha salutat. Laetior unda tibi nunc Friderice fluit. MDCCCIII. IX Aug F.F. Normann." Recht frei auf Deutsch übersetzt (statt "Welle" zum Beispiel "rauschende Ach") heißt dies: "Dankbar begrüßt den hohen Besuch die hier waltende Nymphe. Fröhlicher fließet dir nun, Friedrich, die rauschende Ach. 9. August 1803 F.F. von Normann.“ Die Abkürzung F.F. steht für Friedrich Freiherr.
1805 handelte Normann in einer Unterredung mit dem französischen Außenminister Talleyrand die Königswürde für seinen Dienstherrn aus. Mit der Erhebung des Kurfürsten zum König von Württemberg am 1. Januar 1806 erfolgte für Normann die Erhebung in den Grafenstand auf den Titel seines Gutes Ehrenfels. Von 1806 bis 1812 war Normann Minister des Königlich Württembergischen Departements des Innern und 1807 auch Minister des Departements der Auswärtigen Angelegenheiten.
Der am Aufbau des Königreichs Württemberg so maßgeblich beteiligte Minister Normann-Ehrenfels trat 1812 aus gesundheitlichen Gründen im Alter von 54 Jahren von all seinen Staatsämtern zurück. Von 1815 bis 1817 war er Mitglied der Ständeversammlungen des Königreichs Württemberg. Im Gegensatz zu vielen Vertretern des Adels sprach er sich für die Annahme des königlichen Verfassungsentwurfs aus. Seit Mai 1815 ließ er sich bei den Ständeversammlungen durch seinen Sohn Friedrich vertreten.
Im Alter von 61 Jahren erlag Philipp Christian Friedrich Graf von Normann-Ehrenfels in Tübingen am 26. Mai 1817 einem Gehirnschlag.

## Charakterisierung
Graf von Normann-Ehrenfels spielte für Württemberg eine ähnliche Rolle wie der Minister Reitzenstein für Baden oder der Minister Montgelas für Bayern, wenngleich Normann nicht ganz an deren staatsmännisches Format heranreichte, was er schon allein deshalb nicht konnte, weil König Friedrich von Württemberg in weitaus stärkerem Maße selbst Politik betrieb und die Zügel der Macht fest in Händen hielt im Gegensatz zu König Max von Bayern oder Großherzog Karl Friedrich von Baden.
Ina Ulrike Paul charakterisiert von Normann-Ehrenfels in "Neue Deutsche Biographie 19 (1999)" folgendermaßen: "Mit dem württ. König teilte N. neben manchen verwandten Charakterzügen die antirevolutionäre Gesinnung, haushälterische Fähigkeiten, den oft barschen Ton, Adelsstolz und die Neigung, auch in die unbedeutendsten Dinge selbst einzugreifen; und wie dieser wurde er nur selten positiv beurteilt. Tatsächlich trafen sich N.s Grundanschauungen als überzeugter Vertreter des monarchischen Systems und seine von württ. Staatspatriotismus abgelöste Anhänglichkeit an das Alte Reich mit denen des Königs, dem er loyal und respektvoll diente. Zeitgenossen und Nachwelt stimmen darin überein, daß N. „ein trefflicher Kopf und sehr gewandter Geschäftsmann“ (Eugen Frhr. v. Maucler, Justizminister Wilhelms I., in seinen 1844 verfaßten Memoiren) von staatsmännischem Format gewesen sei, der – schöpferisch und eigenständig arbeitend – die württ. Innenpolitik und Verwaltung der Reformzeit nachhaltig prägte."

## Auszeichnungen
Philipp Christian von Normann-Ehrenfels wurde mit dem Ritterkreuz des Königlichen Ordens des Goldenen Adlers ausgezeichnet.
Zudem erhielt er den bayerischen Hubertusorden.

## Werke
- Observationes ad rescriptum commissoriale Johannas XXI. (XX.), R[omani] P[ontificis] dd. XIII. April MCCLXXVII., Diss. Stuttgart 1778[11]
- Denkwürdigkeiten aus dessen eigenhändigen Aufzeichnungen, hrsg. von Freiherr Roth von Schreckenstein, Stuttgart, Verlag W. Kohlhammer, 1891. Neu aufgelegt in der Reihe „Forgotten Books“, London 2017. Ursprünglich 1804 - nicht für die Öffentlichkeit - verfasst.[12]